# Critérium International 2008
Il Critérium International 2008, settantasettesima edizione della corsa, fu disputata il 29 e 30 marzo 2008 su un percorso di 299,8 km. Fu vinta dal tedesco Jens Voigt, campione della corsa per la terza volta, che concluse in 7h29'01".

## Tappe
| Tappa  | Data     | Percorso                                      | km    | Vincitore di tappa   | Leader cl. generale |
| ------ | -------- | --------------------------------------------- | ----- | -------------------- | ------------------- |
| 1ª     | 29 marzo | Signy-le-Petit > Charleville-Mézières         | 193   | Laurens ten Dam      | Laurens ten Dam     |
| 2ª-1ª  | 30 marzo | Les Vieilles Forges > Monthermé               | 98,5  | Simon Gerrans        | Jens Voigt          |
| 2ª-2ª  | 30 marzo | Charleville-Mézières (Cronometro individuale) | 8,3   | Edvald Boasson Hagen | Jens Voigt          |
| Totale | Totale   | Totale                                        | 299,8 |                      |                     |

## Squadre e corridori partecipanti
| N.    | Cod. | Squadra                          |
| ----- | ---- | -------------------------------- |
| 1-8   | CSC  | Team CSC                         |
| 11-18 | FDJ  | Française des Jeux               |
| 21-28 | GCE  | Caisse d'Epargne                 |
| 31-38 | C.A  | Crédit Agricole                  |
| 41-48 | THR  | Team High Road                   |
| 51-57 | RAB  | Rabobank                         |
| 61-66 | LAM  | Lampre                           |
| 71-78 | BTL  | Bouygues Télécom                 |
| 81-88 | EUS  | Euskaltel-Euskadi                |
| 91-98 | COF  | Cofidis, le Crédit par Téléphone |

| N.      | Cod. | Squadra                      |
| ------- | ---- | ---------------------------- |
| 101-108 | BAR  | Team Barloworld              |
| 111-118 | ALM  | AG2R La Mondiale             |
| 121-128 | MRM  | Team Milram                  |
| 131-138 | SKS  | Skil-Shimano                 |
| 141-148 | AGR  | Agritubel                    |
| 151-158 | BMC  | BMC Racing Team              |
| 161-168 | TSL  | Team Slipstream-Chipotle     |
| 171-178 | LAN  | Landbouwkrediet-Tönissteiner |
| 181-188 | KGZ  | Karpin Galicia               |

## Dettagli delle tappe

### 1ª tappa
- 29 marzo: Signy-le-Petit > Charleville-Mézières – 193 km

Risultati
| Pos. | Corridore         | Squadra     | Tempo    |
| ---- | ----------------- | ----------- | -------- |
| 1    | Laurens ten Dam   | Rabobank    | 4h50'04" |
| 2    | Benoît Vaugrenard | F. des Jeux | a 10"    |
| 3    | Mirco Lorenzetto  | Lampre      | s.t.     |

| Pos. | Corridore         | Squadra     | Tempo    |
| ---- | ----------------- | ----------- | -------- |
| 1    | Laurens ten Dam   | Rabobank    | 4h49'45" |
| 2    | Benoît Vaugrenard | F. des Jeux | a 23"    |
| 3    | Mirco Lorenzetto  | Lampre      | a 25"    |

### 2ª tappa-1ª semitappa
- 30 marzo: Les Vieilles Forges > Monthermé – 98,5 km

Risultati
| Pos. | Corridore          | Squadra         | Tempo    |
| ---- | ------------------ | --------------- | -------- |
| 1    | Simon Gerrans      | Crédit Agricole | 2h27'36" |
| 2    | Jens Voigt         | Team CSC        | a 4"     |
| 3    | Alejandro Valverde | C. d'Epargne    | a 1'39"  |

| Pos. | Corridore         | Squadra     | Tempo    |
| ---- | ----------------- | ----------- | -------- |
| 1    | Jens Voigt        | Team CSC    | 7h17'53" |
| 2    | Laurens ten Dam   | Rabobank    | a 1'14"  |
| 3    | Benoît Vaugrenard | F. des Jeux | a 1'30"  |

### 2ª tappa-2ª semitappa
- 30 marzo: Charleville-Mézières – Cronometro individuale – 8,3 km

Risultati
| Pos. | Corridore            | Squadra   | Tempo  |
| ---- | -------------------- | --------- | ------ |
| 1    | Edvald Boasson Hagen | High Road | 10'16" |
| 2    | Tony Martin          | High Road | a 7"   |
| 3    | Gustav Larsson       | Team CSC  | a 13"  |

| Pos. | Corridore         | Squadra      | Tempo    |
| ---- | ----------------- | ------------ | -------- |
| 1    | Jens Voigt        | Team CSC     | 7h29'01" |
| 2    | Gustav Larsson    | Team CSC     | a 57"    |
| 3    | Luis León Sánchez | C. d'Epargne | s.t.     |

## Evoluzione delle classifiche
| Tappa              | Vincitore            | Classifica generale | Classifica a punti | Classifica scalatori | Classifica giovani | Classifica a squadre |
| ------------------ | -------------------- | ------------------- | ------------------ | -------------------- | ------------------ | -------------------- |
| 1ª                 | Laurens ten Dam      | Laurens ten Dam     | Laurens ten Dam    | Ian McKissick        | Sebastian Schwager | Rabobank             |
| 2ª-1ª              | Simon Gerrans        | Jens Voigt          | Laurens ten Dam    | Simon Gerrans        | Luis León Sánchez  | Team CSC             |
| 2ª-2ª              | Edvald Boasson Hagen | Jens Voigt          | Laurens ten Dam    | Simon Gerrans        | Luis León Sánchez  | Team High Road       |
| Classifiche finali | Classifiche finali   | Jens Voigt          | Laurens ten Dam    | Simon Gerrans        | Luis León Sánchez  | Team High Road       |

## Classifiche finali

### Classifica generale - Maglia gialla
| Pos. | Corridore          | Squadra       | Tempo    |
| ---- | ------------------ | ------------- | -------- |
| 1    | Jens Voigt         | Team CSC      | 7h29'01" |
| 2    | Gustav Larsson     | Team CSC      | a 57"    |
| 3    | Luis Leon Sánchez  | C. d'Epargne  | s.t.     |
| 4    | Maxime Monfort     | Cofidis       | a 1'03"  |
| 5    | Laurens Ten Dam    | Rabobank      | a 1'08"  |
| 6    | Fränk Schleck      | Team CSC      | a 1'11"  |
| 7    | Alejandro Valverde | C. d'Epargne  | s.t.     |
| 8    | Benoît Vaugrenard  | F. des Jeux   | a 1'15"  |
| 9    | Stef Clement       | Bouygues Tél. | s.t.     |
| 10   | Damiano Cunego     | Lampre        | a 1'16"  |

### Classifica a punti
| Pos. | Corridore            | Squadra         | Punti |
| ---- | -------------------- | --------------- | ----- |
| 1    | Laurens Ten Dam      | Rabobank        | 24    |
| 2    | Simon Gerrans        | Crédit Agricole | 15    |
| 3    | Edvald Boasson Hagen | High Road       | 15    |
| 4    | Benoît Vaugrenard    | F. des Jeux     | 15    |
| 5    | Jens Voigt           | Team CSC        | 13    |

### Classifica scalatori
| Pos. | Corridore       | Squadra         | Punti |
| ---- | --------------- | --------------- | ----- |
| 1    | Simon Gerrans   | Crédit Agricole | 26    |
| 2    | Jens Voigt      | Team CSC        | 12    |
| 3    | Sandy Casar     | F. des Jeux     | 10    |
| 4    | Ian McKissick   | BMC             | 8     |
| 5    | Laurens Ten Dam | Rabobank        | 8     |

### Classifica giovani
| Pos. | Corridore         | Squadra       | Tempo    |
| ---- | ----------------- | ------------- | -------- |
| 1    | Luis León Sánchez | C. d'Epargne  | 7h29'58" |
| 2    | Maxime Monfort    | Cofidis       | a 6"     |
| 3    | Robert Gesink     | Rabobank      | a 26"    |
| 4    | Trent Lowe        | Slipstream    | 8        |
| 5    | Jurij Trofimov    | Bouygues Tel. | 8        |

### Classifica a squadre
| Pos. | Squadra                  | Tempo     |
| ---- | ------------------------ | --------- |
| 1    | Team High Road           | 22h28'54" |
| 2    | Team CSC                 | a 2'26"   |
| 3    | Team Slipstream-Chipotle | a 2'41"   |
| 4    | Cofidis                  | a 4'39"   |
| 5    | Karpin Galicia           | a 9'49"   |